# Kerkelijk ambt
Met kerkelijk ambt wordt, binnen de verschillende stromingen van het christendom, een officiële taak binnen de gelovige gemeenschap (een parochie of gemeente) bedoeld. Voorbeelden zijn liturgische voorganger, kerkbestuurder, koster.
Binnen de Rooms-Katholieke Kerk zijn er de volgende ambten: bisschop, priester en diaken. In de protestantse kerken zijn er de ambten van predikant, ouderling (ook wel 'oudste') en diaken, soms aangevuld met doctor (hoogleraar op theologische universiteit), evangelist of superintendent. In evangelische kerkgemeenschappen worden termen als voorganger en oudste gehanteerd.
Daarnaast wordt er wel gesproken over het ambt aller gelovigen.

## Geschiedenis

### Vroege christendom
In de eerste kerk van Jeruzalem waren er 'oudsten' naar het model van de Israëlieten. Handelingen 11:30 en 21:18 gebruikt hiervoor πρεσβύτερος, presbyteros, "oudste": een ambt dat zich later zou ontwikkelen tot dat van priester. Daarnaast werden mannen aangesteld voor meer praktische zaken, met name de gemeenschappelijke maaltijden, om de apostelen te ontlasten (Handelingen 6:1-6). In het Nieuwe Testament wordt ook gesproken over de functies profeet, evangelist, herder en leraar (Efeziërs 4:11) en diacones (Romeinen 16:1).
In de kerken van Paulus werd de term "oudste" gebruikt om hun functie aan te duiden, geen status. Er kan echter niet worden uitgesloten dat er toen al sprake was van opzieners (bisschoppen) en diakenen (Filippenzen 1:1).
In de latere boeken in het Nieuwe Testament wordt een tendens aangetroffen waarbij de term "oudste", presbyteros meer en meer een ambtsdrager aanduidt. Een voorbeeld hiervan is Jakobus 5:14, waarbij voorheen priesterlijke taken worden genoemd zoals zalving. In 5:16 wordt echter onderlinge bekentenis genoemd, dus zij hadden op dat moment nog geen rol om een biecht af te nemen of de liturgie te leiden. In Handelingen 14:23 wordt gezegd dat Paulus en Barnabas oudsten aanstelden in de heidense kerken. De rede in Handelingen 20 toont aan dat zij opzieners en herders waren die de erfenis van de apostelen bewaarden en het volk tegen zonde moesten beschermen. In deze rede worden de oudsten als bisschoppen aangeduid (Handelingen 20:28), de enige keer dat de term voorkomt in Handelingen.
In de pastorale brieven komt de term presbytérion, "raad van oudsten" voor (1 Timoteüs 4:14), waarmee de voorstelling van de oudsten als een soort sanhedrin wordt bevestigd. Als zij goed leiding geven, worden ze beloond (1 Timoteüs 5:17). Soms lijken oudste en ἐπίσκοπος, episkopos, "opziener" (later: "bisschop") synoniemen, maar wordt opziener altijd in enkelvoud gebruikt en oudste in meervoud (bijvoorbeeld Titus 1:5ff). Dit is mogelijk een aanwijzing dat op dat moment al de bestuurlijke taken hoofdzakelijk lagen bij één leidende oudste binnen het college en het startpunt was van de latere ontwikkeling van de monarchale bisschop.
Volgens de Bijbelwetenschap heeft διάκονοs, diákonos verschillende betekenissen in de brieven van Paulus en was het nog geen precies omschreven begrip. Soms betekent het 'assistent in de cultus' (Filippenzen 1:1). Hieruit ontwikkelde zich na Paulus de term 'diaken', zoals in de pseudopaulijnse brief 1 Timoteüs 3:8-13. Een diákonos kon ook een afgevaardigde of koerier zijn. Uit 2 Korintiërs 11:13-15,23 blijkt dat Paulus de term diákonos en apostolos (gezant) synoniem gebruikt. Ook een gemeentestichter en medewerker van Paulus kon diákonos worden genoemd (bijvoorbeeld Epafras in Kolossenzen 1:7-8), maar anderen vatten "diákonos van Christus" hier specifiek op als vertegenwoordiger van Christus. In Romeinen 16:1 betekent "diákonos van de gemeente in Kenchreeën" dan dat Febe door die gemeente als vertegenwoordiger was uitgezonden om de brief te bezorgen in Rome. Deze functie is vergelijkbaar met die van Epafroditus in Filippenzen 2:25, die Paulus "mijn broeder" en "afgezant en dienaar" namens de Filippenzen noemt.
Volgens nieuwtestamenticus Johannes Pieter Versteeg vermijdt het Nieuwe Testament bewust alle termen die destijds in religieus- en maatschappelijk-ambtelijk opzicht gangbaar waren.

### Rooms-Katholieke Kerk
In de Rooms-Katholieke Kerk ontwikkelde de ambtenstructuur zich vervolgens tot een meer uitgebreide hiërarchie. Eenvoudig gezegd werkt de ambtsstructuur binnen de Rooms-Katholieke Kerk van boven (met de Paus als hoogst) naar beneden: bisschop, priester, diaken.
Johannes Calvijn (her)ontdekte in de tijd van de Reformatie de functie van de ouderling. Oepke Noordmans zei hierover: "Toen Calvijn op het bord de pion van de ouderling trok, zette hij daarmee de paus schaakmat". Naar de naam van de ouderling is de vorm van het kerkrechtelijk stelsel van de kerken van de calvinistische reformatie genoemd: de presbyteriaal-synodale kerkregering. Kenmerkend de kerken met deze vorm van kerkregering is dat taken die in episcopaalse kerken (zoals de Rooms-Katholieke Kerk) zijn voorbehouden aan een bisschop, hier worden uitgeoefend door leken. Deze leken worden presbyters of ouderlingen genoemd.

### Protestantisme
In de Reformatie werd het 'ambt aller gelovigen' (her)ontdekt. De woorden "ambt aller gelovigen" komen voor in artikel 28 van de Nederlandse Geloofsbelijdenis. Het wordt ook wel het 'priesterschap van alle gelovigen' genoemd.
Binnen het gereformeerd protestantisme werkt de ambtsstructuur van beneden naar boven. De Nederlandse Geloofsbelijdenis kent drie ambten, de Dordtse Kerkorde kent vier ambten. In de praktijk zijn er veelal drie ambten: van ouderlingen, predikant en diakenen. Die kunnen worden aangevuld met het ambt van doctoren en evangelisten. Op plaatselijk niveau vormen de ouderlingen samen de kerkenraad die het hoogste gezag heeft. De kerkenraad vaardigt ouderlingen af naar een classis of regionale synode, zij vaardigt op haar beurt weer ouderlingen af naar een nog bredere kerkelijke vergadering, zoals een landelijke synode.
Binnen het gereformeerd protestantisme ontleent de ambtsdrager zijn gezag niet aan zijn zichzelf, zijn benoeming, heiligheid of waardigheid. Een ambtsdrager ontleent zijn gezag aan het Woord (de Bijbel) dat hij dient (in prediking, pastoraat of diaconaat).

## Rooms-Katholieke Kerk
Binnen de Rooms-Katholieke Kerk zijn er drie ambten:
- bisschop
- priester
- diaken

Deze worden door een bisschop gewijd door middel van handoplegging en gebed. Een bisschop wordt door drie bisschoppen gewijd en enkel met toestemming van de Romeinse Curie.

## Protestantisme
De ouderlingen en diakenen worden binnen protestantse kerken democratisch verkozen. Gemeenteleden dienen de namen in van kandidaten die ze geschikt achten voor de functies. Het gaat er om dat de gemeenteleden gaven en talenten waarnemen, maar ook kunnen toetsen op de Bijbelse principes. Deze kandidaten voor het ambt van ouderling en diaken hoeven geen speciale opleiding te hebben gevolgd, maar wel wordt er van ze verwacht dat ze de taak geestelijk aankunnen en ze van onberispelijk gedrag zijn (1 Timoteüs 3:3:8-13).
Nadat de kandidaten hebben aangegeven dat ze deze taak op zich willen nemen, en er geen bezwaren zijn ingediend tegen de voorgedragen personen, wordt er gestemd. Na de stemming maakt de kerkenraad bekend wie tot ouderling of diaken verkozen is. Deze wordt vervolgens in de kerkdienst bevestigd door de predikant en de kerkenraad.

### Aanstelling tot een ambt
In veel protestantse gemeenten worden ambtsdragers voorgedragen en verkozen door de belijdende leden van de gemeente, de ouderlingen en diakenen moeten lid zijn van de eigen gemeente, de predikant (als ouderling met een bijzondere opdracht) komt juist van buiten de plaatselijke gemeente. De aanstelling van de diakenen en ouderlingen kent minder uiterlijk vertoon dan die van de predikant, maar vindt altijd plaats tijdens een kerkdienst. De dienst waarin iemand tot predikant wordt bevestigd wordt vaak geleid door de consulent of de vorige predikant van de gemeente. Wanneer een predikant (voor het eerst) het ambt ontvangt is er vaak een ceremonie waarbij de aanstaande predikant - terwijl hij knielt - de handen krijgt opgelegd van andere predikanten, professoren of ouderlingen. In afgescheiden kerken is het gebruikelijk dat ouderlingen een open bijbel boven het hoofd van de aanstaande predikant houden. Voor een ambt word je dus uitgekozen of geroepen en vervolgens binnen het protestantisme aangesteld of in meer hiërarchische kerken gewijd.

## Vrouwen in het ambt
Volgens sommigen was er in het Nieuwe Testament sprake van een vrouwelijke apostel Junia (Romeinen 16:7) en diaken Febe (Romeinen 16:1-2). Dit lijkt strijdig met teksten in het Nieuwe Testament die de rol van vrouwen in kerkelijke functies beperken (1 Korintiërs 14:34-35).
Maarten Luther zag geen formele bezwaren tegen vrouwen die de Bijbel zouden uitleggen. En Johannes Calvijn wilde vrouwelijke diakenen of diaconessen aanstellen, maar hij kreeg hier geen goedkeuring voor van de Grote Raad van Genève.
Over vrouwen in het ambt is de laatste decennia veel commotie. Binnen sommige protestantse kerken is het al aan de orde. De Nederlandse Hervormde Kerk en de Gereformeerde Kerken in Nederland (die sinds 2004 beide zijn opgegaan in de PKN) kenden al enige jaren de vrouwen in het ambt van ouderling en diaken. In vrijzinnige kerken als de Algemene Doopsgezinde Sociëteit en de Remonstrantse Broederschap mochten vrouwen al veel langer, sinds het begin van de 20e eeuw, kerkelijke ambten bekleden (waaronder ook het ambt van predikant).
Ook in sommige Nederlands Gereformeerde Kerken zijn er vrouwen in het ambt. Het was al het geval binnen enkele gemeentes, maar sinds eind 2004 is officieel besloten dat het kerkgenootschap naar buiten uitdraagt dat zij positief staat tegenover vrouwen in het ambt. De verschillende kerken mogen echter zelf per gemeente bepalen of zij dit daadwerkelijk in hun eigen gemeente toepassen. In de Gereformeerde Kerken Vrijgemaakt zijn in 2017 alle ambten opengesteld voor vrouwen.
Er wordt hier en daar wel gezegd dat de keuze voor vrouwen in het ambt niet zo zeer een kwestie is van emancipatie, maar eerder bittere noodzaak als gevolg van het feit dat de mannen het laten afweten. De discussie over vrouw en ambt gaat over de uitleg van enkele bijbelteksten en de betekenis van die bijbelteksten nu.